# Spartacus (phim truyền hình)
Spartacus là một loạt phim truyền hình Mỹ được trình chiếu trên kênh Starz bắt đầu từ ngày 22 tháng 01 năm 2010 và kết thúc vào ngày 12 tháng 4 năm 2013. Bộ phim lấy cảm hứng từ nhân vật lịch sử - Người anh hùng nô lệ Spartacus, một võ sĩ giác đấu người Thracia (73-71 Trước Công nguyên) người đã dẫn đầu một cuộc nổi dậy lớn lao chống lại chế độ nô lệ của nền Cộng hòa La Mã.
Điều hành sản xuất phim là Steven S. DeKnight và Robert Tapert tập trung vào cơ cấu các sự kiện của cuộc sống mơ hồ của Spartacus và sau đó thêm thắt các chi tiết cho hấp dẫn. Loạt phim truyền hình này được đánh giá là hệ TV-MA vì nội dung phim có quá nhiều cảnh bạo lực chém giết máu me, quá nhiều cảnh tình dục trần trụi và ngôn ngữ thô tục trong phim.
Bộ phim có 04 phần:
- Phần 1: Spartacus: Máu và cát
- Phần 2: Spartacus: Chúa tể của Đấu trường
- Phần 3: Spartacus: Báo thù
- Phần 4: Spartacus: Cuộc chiến nô lệ